# Gürleşen
Gürleşen ist ein Ortsteil (Mahalle) im Landkreis Saimbeyli der türkischen Provinz Adana mit 309 Einwohnern (Stand: Ende 2024). Im Jahr 2011 zählte der Ort 339 Einwohner.